# 陳芳明
陳芳明（1947年6月10日—），臺灣文史學者、作家、黨外運動人士。現任國立政治大學台灣文學研究所講座教授，曾於台灣多所大學中文系任教、也曾擔任民主進步黨文宣部主任。
陳芳明在1988年以前流亡海外多年，與許信良交好，為台灣黨外運動的重要推手。返國後擔任民進黨文宣部主任，任內構思口號「清廉、勤政、愛鄉土」。1999年轉任政大中文系教授，2005年創立政大台灣文學研究所，於2018年於政大退休後仍擔任講座教授並授課至2021年。
在文學上與曾經有所批判的余光中、洛夫修好，並在政大台文所所長任內舉辦余光中研討會。2006年，因不滿民進黨籍總統陳水扁執政後期的表現，表示：「我不會因為我是『綠色』（泛綠）支持者，就看不到綠色的缺點！」批判陳水扁總統。
關於台灣文學史的代表作《台灣新文學史》除了原文中文版之外，已經翻譯成日文版、韓文版發行。
陳芳明的政治立場也為他帶來爭議，譬如2011年6月12日及9月24日其在國立台灣文學館演講時，即遭遇蔣為文、李文正、巫義淵等人抗議。

## 簡介

### 求學
陳芳明，高雄市人，就讀舊城國小時與謝新達（知名藝人，藝名：豬哥亮）是同學、高雄市立左營高級中學畢業、輔仁大學歷史學系學士、國立台灣大學歷史研究所碩士。1974年赴美國華盛頓州立大學（Washington State University）讀博士。

### 參政
在台灣時陳芳明專研宋代史，在美國唸博士時才了解到被國民黨政府封鎖資訊的二二八事件等戰後時期歷史。1979年台灣發生美麗島事件與隔年林宅血案後，陳芳明決定轉向臺灣歷史研究並參與海外黨外運動。同年與流亡美國的許信良等人，在洛杉磯開辦批判式政治刊物《美麗島週報》，並以筆名批判當時台灣國民黨政權，「施敏輝」是他眾多筆名之一。該報曾多次轉載李敖文章。由於參與美麗島週報遭列入黑名單限制返國，陳芳明直到1988年才得以返回台灣。

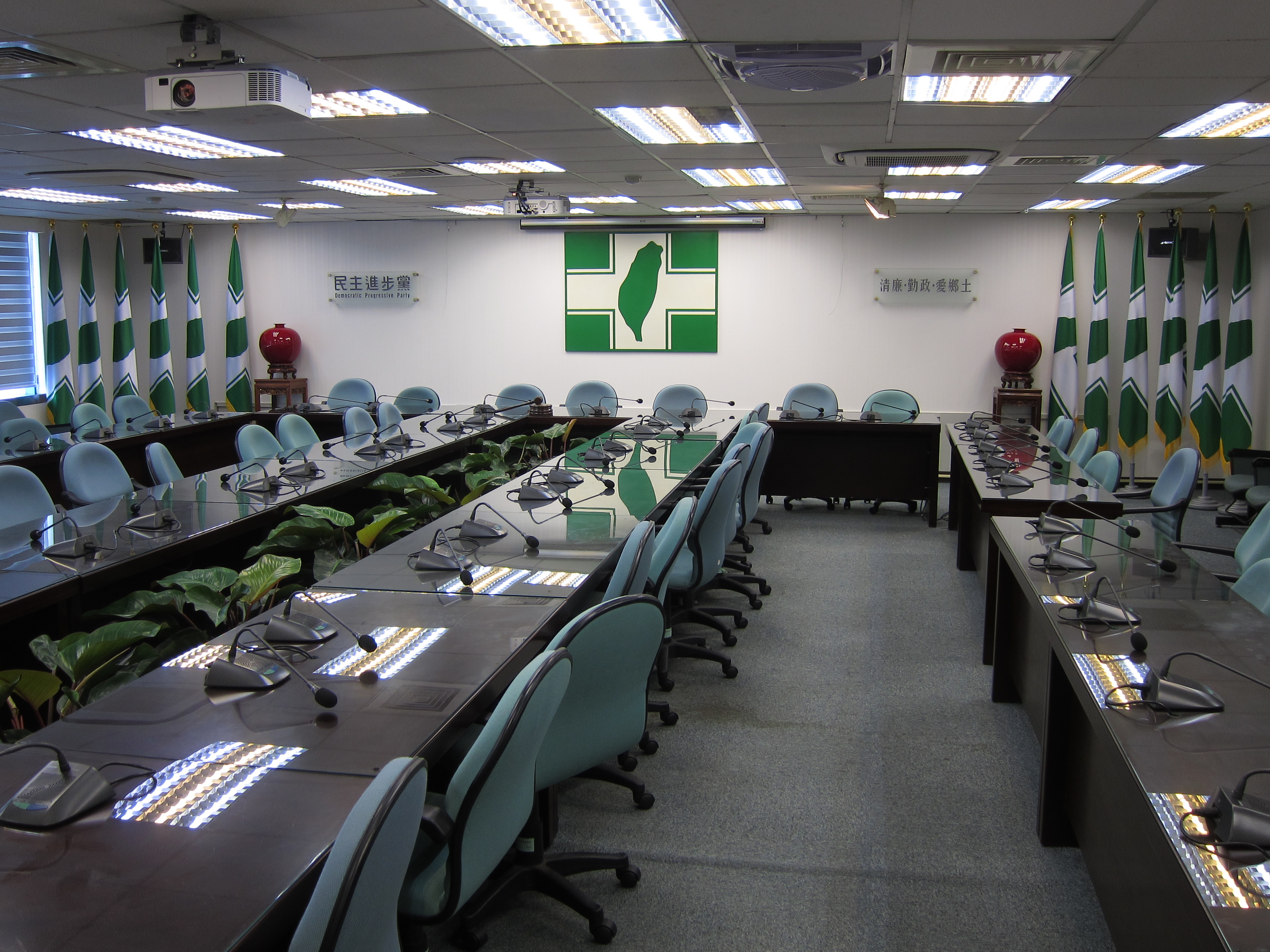
民進黨中央黨部會議室，仍可見到陳芳明提出的「清廉、勤政、愛鄉土」

1992年應時任民進黨主席許信良邀請入黨並出任文宣部主任，任內構思的口號「清廉、勤政、愛鄉土」，至今仍是民進黨官方標語。

### 任教

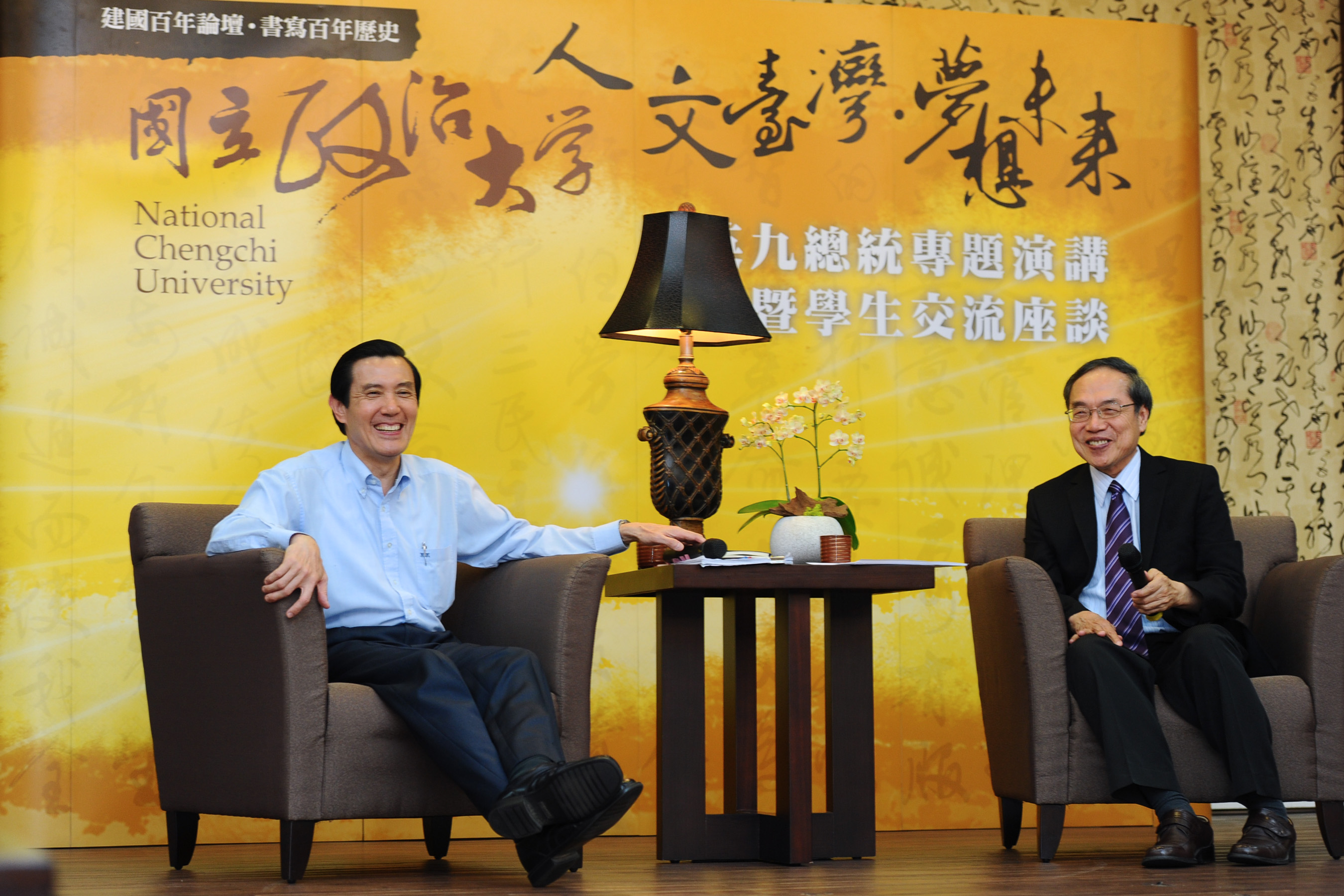
陳芳明於台文所所長任內與時任總統馬英九進行對談

1995年辭去民進黨文宣部主任一職後，陳芳明先後任教於世新大學、靜宜大學、國立暨南國際大學中文系。1999年陳芳明進入國立政治大學擔任中文系教授，2005年8月創立並出任國立政治大學台灣文學研究所首任所長，主要教授台灣文學史、魯迅及文學批評等課程。
1999年3月21日，陳芳明在「第一屆台灣文學經典研討會」擔任中央研究院研究員彭小妍論文〈論葉石濤「台灣文學史綱」〉的講評人，他在講評中表示，某些人抨擊行政院文化建設委員會「台灣文學經典三十」的論點令他深感不以為然：如果「本土文學」代表的是一種教條的、僵化的尺碼，硬是要以排他的方式來建構台灣文學史，則可預見的，第二次世界大戰後大致有一半以上的作家都必須從歷史清除出去，這等於是另一種變相的思想檢查與血統檢查，「台灣」一詞，從前是一種高度的政治禁忌，如今變成另一種高度的政治正確，歷史「淪為嘲弄的標尺」。

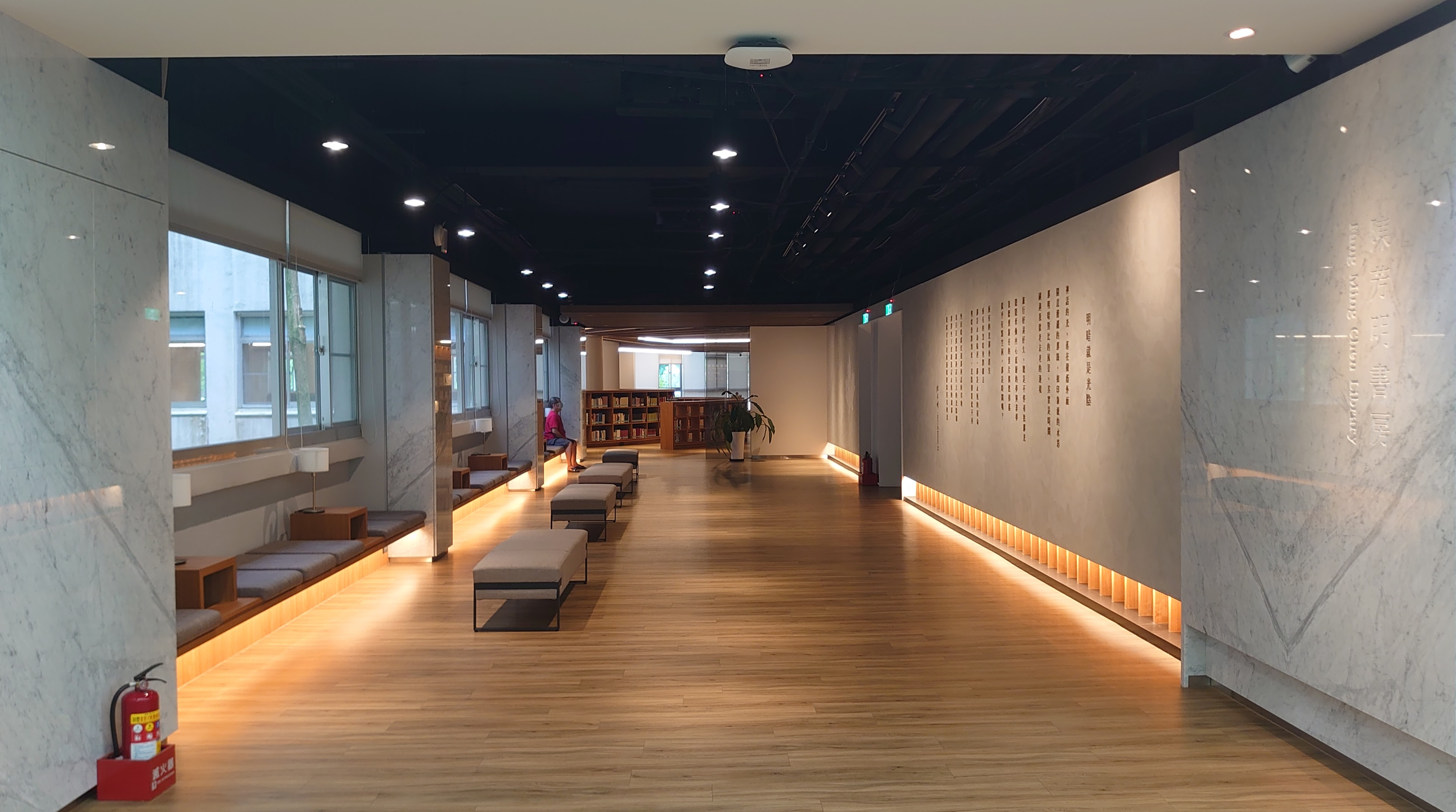
陳芳明書房位於政大圖書館總館一樓，收藏展示其藏書及手稿，由和碩董事長童子賢捐贈。

2018年9月19日，利文祺指控陳芳明指導之政大中文系碩士班學生李星瑩（後來就讀台大台文所博士班）於國立台灣文學館2018年台灣文學傑出博碩士論文獎獲獎論文，有部分抄襲利文祺在每天為你讀一首詩發表之作品。事發後陳芳明於臉書發表道歉聲明：「學術是一輩子的事業，也是一項公共事業。對自己負責，對大眾負責。縱然學生來向我道歉，但這已經不是師生兩人之間的問題而已。」，而台灣文學館亦已追回李星瑩之獎金並取消名次。

### 對民進黨的批判
2006年5月30日，陳芳明在《中國時報》發表〈記得清廉、勤政、愛鄉土？〉，對他所曾奉獻過的民進黨有嚴厲的批判：「做為知識份子，只能扮演永遠反對者的角色。我可能對民進黨的信心動搖，但是對它的批判我不能有絲毫懈怠。對民進黨的批判，正是對我自己的自我鞭笞。」
2006年7月15日，陳芳明加入連署親綠學者715聲明〈民主政治和台灣認同的道德危機：我們對總統、執政黨和台灣公民的呼籲〉，表示：「我不會因為我是『綠色』（泛綠）支持者，就看不到綠色的缺點。」
2006年11月27日，陳芳明在《中國時報》發表〈別再掛受難勳章 別再談受害道德〉，批判「站在權力最高點的民進黨，卻不斷製造『台灣社會還未解放』的假象，持續燃燒歷史悲情，並且努力不懈地開發被壓迫的情緒」。
2007年6月13日，陳芳明在《中國時報》發表〈追求正常化國家〉，主張讓本土成為「積極的、開放的本土」而不是「審判式、排他性的本土」，批評民進黨「把自身建黨的記憶等同民主運動歷史的全部……把二二八事件當做戰後歷史的起點，然後連繫到1970年代的民主運動以及1980年代的建黨運動……反而使本土觀點淪於永恆的危機」。如果民進黨的新決議文刪除〈台灣前途決議文〉中「台灣是一主權獨立的國家，任何有關獨立現狀的更動必須由全體住民以公民投票的方式決定」這段表述，則「台灣做為一個正常化國家將不再正常」。
2008年2月24日，時報文教基金會舉辦「曼德拉與南非族群和解」座談會，陳芳明批評，探討轉型正義必須回歸歷史傳承、尤其是漸進改革的過程，談正義不能單方面，台灣白色恐怖案件的受害者已不在民進黨內，加害者也不全然都在國民黨內，但在政治操作下，所有問題都被簡化成國民黨必須承擔責任，民進黨反而成了受害者，轉型正義變質為在錯誤基礎上製造另一種錯誤。2012年10月30日，民進黨政策會執行長吳釗燮承認，過去民進黨處理轉型正義議題時，常常只把轉型正義當成選舉工具，沒有掌握機會好好處理相關問題，這樣的處理是錯的。但2016年9月22日，政大地政學系教授徐世榮補充，民進黨在意的轉型正義只有追查不當黨產而已，追求轉型正義儼然變成追求民進黨的一黨私利，對眼前亟需轉型正義平反的被迫遷戶視而不見，「轉型正義應該是全民的、而不是一個黨的」。
2009年2月12日，陳芳明在前民進黨立委林濁水新書《歷史劇場：痛苦執政八年》發表會中批評，從陳水扁新書《台灣的十字架》可以看出，陳水扁沒有朋友、沒有智慧、沒有核心價值、沒有希望，而且書名取錯了，「十字架不是他自己要的，他是送給我們，然後把他的朋友一個個釘在上面。」陳芳明說，任何人做錯事、濫用權力、收受政治獻金，只要講獨立建國，就得到民意、就被原諒，這才是對台獨最大的傷害，「這種思維若在民進黨內繼續存在，會創造更多阿扁出來。」
2010年8月29日，陳芳明說，民進黨十年政綱強調「戰後大陸移民不應再被視為外來他者」，語意彰顯台灣閩南人「閩南意識的自我獨尊」，彷彿是說「以前的態度『應該』是正確的，『大陸移民』永遠是被看的對象」，這是民進黨長期累積的「被害意識」與「被出賣危機」的真實浮現。然而在台灣原住民眼中，閩南人與客家人才是不折不扣的外來他者，如果民進黨不能克服「被害」、「被出賣」意識，任何有關族群的議題都將成為民進黨永遠的障礙。
2012年11月30日，陳芳明說，民進黨最喜歡提台灣地位未定論，認為1950年《中日和約》中只提到放棄殖民地、卻沒說要把殖民地歸還給誰，另一方面則寄託在台灣未來獨立，“那民進黨現在是什麼？”陳芳明說，民進黨有“戀屍狂”一味眷戀過去的歷史，台灣人在台灣住這麼久了，台灣地位不會還是“未定論”，從清朝到現在，台灣定位當然由人民決定，台灣地位未定論已經終結了，民進黨卻還在期待台灣地位未定論，這是思考錯亂。
2016年5月18日，第十四任總統、副總統就職典禮進行彩排，其中一段節目〈台灣民主進行曲〉安排臨時演員高舉標語重現社運抗爭場景，引發社運界抨擊民進黨把人民抗爭當成執政嘉年華；同日，陳芳明在臉書評論，社會運動不是任何政黨的附庸，民進黨不能這樣收割社運的果實，他質疑「民進黨變得有些狂妄」、提醒民進黨「不要被勝利沖昏了頭」。
在台灣同志婚姻合法化前，陳芳明便是長期公開支持同志人權的學者之一。2016年11月27日，陳芳明在臉書評論，蔡英文是第一位公開承諾支持同志婚姻、支持婚姻平權的中華民國總統參選人，因此2016年總統選舉時「我投票給她，也鼓勵多少學生支持她」，但蔡英文上任總統之後的今天，民進黨黨員反而開始散布各種奇談怪論阻擋修法，他們內心考量的因素已經不言而喻，「所有的選民在他們眼中都是傻子，用完即丟」，蔡英文的承諾已經在民進黨內變成七折八扣了，「如果婚姻平權法案沒有通過，就把我當做傻子吧！這可能是我最後一次支持民進黨了」。

### 其他
2016年5月8日，第十四任總統、副總統就職籌備委員會公布凱達格蘭大道前就職慶祝大會主舞台設計圖，設計團隊表示設計靈感來自建醮文化，卻引發外界批評太醜，陳芳明也在臉書評論「怎麼這麼醜？全國民眾都暈倒了」、「不能好好設計嗎？我們反而被設計了」。2016年5月10日，陳芳明補充，「廟會的東西不應該被放在國家大典上」，就職慶祝大會主舞台設計圖「太紅、圖案太複雜、剪紙也太難看」，建醮往往是為大型災禍消災的儀式，把建醮文化放在就職典禮上「犯忌諱」。之後官方變更舞台設計。
2008年5月，陳芳明在政大為余光中舉行八十大壽學術研討會。余在鄉土文學論戰中，在《聯合報》「聯合副刊」發表文章〈狼來了！〉，稱台灣寫實主義作家關懷同情農、工、漁民的焦點主題，就是毛澤東所謂的「工農兵文學」，就是要搞階級鬥爭。陳芳明曾在評論集《鏡子與影子》裡負面批判余光中。2017年12月14日，陳芳明在臉書悼念余光中逝世，稱余光中「對我生命的影響超過任何教導過我的前輩」。
2017年2月6日，作家李敖在中央通訊社的電話訪問中承認罹患腦瘤，自認「不久人世」，最大目標是三年內出齊《李敖大全集》85冊。同日，陳芳明在臉書發文〈我所尊敬的李敖〉向其致敬，他表示許多人不認同李敖的狂傲及與人相處時的倨傲，但是李敖在戒嚴時代說了許多真話，敢於批判國民黨、蔣中正與蔣經國，「沒有他，威權統治的台灣可能更加酷寒」。

## 著作目錄
陳芳明已出版的書籍數量極多，以下簡單分成文學類、歷史類和政治評論三大類，列出他的重要作品。這分目錄僅限於專書，不收入期刊論文以及書籍篇章。

### 文藝作品、文學評論及文學史
- 陳芳明，1973，《含憂草》。台北：大江出版社。
- ______，1974，《鏡子和影子》：現代詩評論。台北：志文出版社。
- ______，1977，《詩和現實》。台北：洪範書店。
- ______編，1986，《楊逵的文學生涯》。Irvine，Calif.：台灣出版社。
- 宋冬陽（陳芳明），1988，《放胆文章拼命酒》。台北：林白出版社。
- ______，1994，《典範的追求》。台北：聯合文學出版。
- ______，1996，《危樓夜讀》。台北：聯合文學出版。
- ______，1998，《左翼台灣：殖民地文學運動史論》。台北：麥田出版。
- ______，1998，《風中蘆葦》（陳芳明散文集1）。台北：聯合文學出版。
- ______，1998，《夢的終點》（陳芳明散文集2）。台北：聯合文學出版。
- ______，1998，《時間長巷》（陳芳明散文集3）。台北：聯合文學出版。
- ______，1998，《掌中地圖》（陳芳明散文集4）。台北：聯合文學出版。
- ______，2001，《深山夜讀》。台北：聯合文學出版。
- ______，2002，《後殖民台灣：文學史論及其周邊》。台北：麥田出版。
- ______，2003，《陳芳明精選集》。台北：九歌出版社。
- ______，2005，《孤夜獨書》。台北：麥田出版。
- ______，2008，《昨夜雪深幾許》。台北：印刻出版。
- ______編，2008，《余光中60年詩選》。台北：印刻出版。
- ______編，2008，《余光中跨世紀散文選》。台北：九歌出版社。
- ______，2009，《晚天未晚》。台北：聯合文學出版。
- ______，2009，《2007陳芳明：夢境書》。台北：爾雅出版社。
- ______，2009，《楓香夜讀》。台北：聯合文學出版。
- ______，2011，《台灣新文學史》。台北：聯經出版。
- ______，2013，《星遲夜讀》。台北：聯合文學出版。
- ______，2013，《現代主義及其不滿》。台北：聯經出版。
- ______，2015，《美與殉美》。台北：聯經出版。
- ______，2015，《很慢的果子：閱讀與文學批評》。台北：麥田出版。
- ______，2016，《革命與詩》。台北：印刻出版。
- ______，2017，《我的家國閱讀：當代台灣人文精神》。台北：麥田出版。

### 歷史評論及研究
- 陳芳明，1973，〈宋代史學的忠君觀念〉。國立台灣大學歷史研究所碩士論文。
- 施敏輝（陳芳明）編，1985，《台灣意識論戰選集：台灣結與中國結的總決算》。Irvine，Calif.：台灣出版社。
- ______，1988a，《台灣人的歷史與意識》。台北：敦理出版社。
- ______編，1988b，《二二八事件學術論文集》。Irvine，Calif.：台灣出版社。
- ______，1991a，《謝雪紅評傳：落土不凋的雨夜花》。台北：前衛出版社。
- ______編，1991b，《台灣戰後資料選：二二八事件專輯》。台北：二二八和平日促進會。
- ______，1992，《探索台灣史觀》。台北：自立晚報。
- ______，1998，《殖民地台灣：左翼政治運動史論》。台北：麥田出版。
- ______，2004，《殖民地摩登：現代性與台灣史觀》。台北：麥田出版。
- ______，2009，《謝雪紅評傳》。台北：麥田出版。

### 政治評論
- 陳芳明，1989a，鞭傷之島。台北：自立晚報。
- ______，1989b，在時代分合的路口：統獨論爭與海峽關係。台北：前衛。
- ______，1989c，在美麗島的旗幟下：反對運動與民主台灣。台北：前衛。
- ______，1990a，台灣對外關係的窺探。台北：自立晚報。
- ______，1990b，台灣內部民主的觀察。台北：自立晚報。
- ______，1991a，福爾摩莎情結。台北：前衛。
- ______，1991b，李登輝情結。台北：前衛。
- ______，1992，荊棘的閘門。台北：自立晚報。
- ______，1993，和平演變在台灣。台北：前衛。
- ______，1996，在世紀與世界的邊緣。台北：前衛。
- ______，2007/11：陳水扁下台，台灣就有救了…。

## 軼事
據林滿紅口述，她在臺灣大學讀書期間，研究的內容是當時屬於小眾的「臺灣歷史」，而陳芳明曾在傅園附近單獨向她誇耀自己研究的是「宋史」，將來是會和大人物們並列。然而，陳芳明後來轉向自己曾看不上眼的「臺灣歷史」，並以研究「臺灣歷史」而聞名。

## 和陳芳明相關的研究文獻
（按照作者姓氏漢語拼音順序排列）
- 陳明成，2002，《陳芳明現象及其國族認同研究》。國立成功大學歷史學研究所碩士論文。
- 李筱峰，1994，〈國家認同的轉向：以戰後台灣反對人士的十個個案為例〉。見中央研究院近代史研究所編，《認同與國家：近代中西歷史的比較》，頁323-62。台北：中央研究院近代史研究所。
- Shu, Wei-Der. 2005. Chapter Ten: Case Study (6): The Process of National Identity Formation of Fang-ming Chen. In Transforming National Identity in the Diaspora: An Identity Formation Approach to Biographies of Activists Affiliated with the Taiwan Independence Movement in the United States, 684-777. Ph.D. diss., Syracuse University.
- 許南村編，2002，《反對言偽而辯：陳芳明台灣文學論、後現代論、後殖民論的批判》。台北：人間出版社。
- 張瑞芬，2003，《美麗而艱難：陳芳明的生命經驗與散文美學》。《聯合文學》19，no. 8：117-25。

## 外部連結
- 陳芳明的Facebook專頁
- 國立政治大學：陳芳明
- 名人對談》陳芳明 楊照 （页面存档备份，存于）
- 2008開卷好書獎BV：陳芳明-昨夜雪深幾許
- 台灣新文學史-陳芳明教授主講 （页面存档备份，存于）
- 20190113《頂真人物》完整版 EP34 ｜ 老革命的文學人 陳芳明 （页面存档备份，存于）